# Jackie
Jackie — шестой студийный альбом американской певицы Сиары, выпущенный 1 мая 2015 года на лейблах Epic Records и Sony Music Entertainment. После ухода с предыдущего лейбла и выпуска пятого студийного альбома, названного именем певицы, Сиара взяла перерыв в своей карьере. Причиной тому послужили отношения с рэпером Фьючером. Это побудило Сиару начать работать над шестым альбомом, на который её вдохновил Фьючер, на тот момент являвшийся её женихом. В мае 2014 года Сиара родила своего первого ребёнка и спустя некоторое время разорвала помолвку с Фьючером. После разрыва отношений с рэпером Сиара отложила выход альбома и начала записывать новый музыкальный материал, одновременно пытаясь сконцентрироваться на материнстве.
Работая над альбомом, Сиара сотрудничала со многими продюсерами, которые принимали участие в записи её предыдущих альбомов. Среди них Хармони «H-Money» Самуэльс, Polow da Don, а также Dr. Luke и Дан Диал. Продюсеры пытались создать R&B-альбом с песнями, в которых затронуты темы любви, измены и материнства, и сочетаются такие жанры, как поп, хип-хоп, данс-поп, хаус, электро-поп, драм-н-бейс и R&B 90-х годов. Назвав альбом именем своей матери, Сиара исполнила несколько песен из альбома совместно с такими исполнителями, как Pitbull, Мисси Эллиотт, Джо Джонас и R3hab.
Jackie был тепло воспринят критиками, однако потерпел неудачу в чартах, дебютировал под номером семнадцать в американском чарте Billboard 200 с продажами в 25 000 копий по эквивалентному альбомному расчёту. Альбому предшествовал сингл «I Bet», дебютировавший под номером девяносто шесть в чарте Billboard Hot 100 и достигший 43-й строчки. В поддержку альбома был также выпущен сингл «Dance Like We’re Making Love» и организован первый за шесть лет концертный тур Jackie Tour.

## История выхода альбома
Выпустив два коммерчески успешных альбома Goodies (2004) и Ciara: The Evolution (2006), которые получили платиновый статус, в 2009 году на лейбле Jive Records Сиара выпустила третий студийный альбом Fantasy Ride, который стал менее успешным по сравнению с предыдущими альбомами певицы. Четвёртый альбом Сиары Basic Instinct (2010), так же как и Fantasy Ride был издан на Jive Records. Альбом оказался неудачным в плане продаж, в первую неделю было продано всего лишь 37 000 копий, что является самым низким показателем по сравнению с тремя первыми альбомами Сиары. Это послужило причиной разрыва контракта Сиары с лейблом. По словам Сиары, лейбл практически не занимался финансированием альбомов Fantasy Ride и Basic Instinct, и некоторые промоакции, в том числе заключительный сингл из четвёртого альбома «Gimmie Dat» она финансировала за свой счёт. Вскоре, она подписала контракт с лейблом Epic Records, и в 2013 году выпустила свой одноимённый пятый альбом. В чартах Ciara стал более успешным, чем Basic Instinct. Альбом дебютировал под номером два в чарте Billboard 200 с продажами 59 000 копий в первую неделю.
В конце января 2014 года, на «Degree Women Grammys Celebration» в Лос-Анджелесе, Сиара представила концертную версию песни «Anytime». 2 февраля состоялась премьера студийной версии, записанной совместно с рэпером Фьючер, и спродюсированной Boi-1da и Каталистом. В апреле 2014 года, после помолвки с Фьючером, в интервью журналу W Сиара рассказала, что на создание композиций для шестого альбома её вдохновил жених. В мае того же года Сиара родила своего первого ребёнка. После того, как появились новости об измене Фьючера, стало известно, что пара расторгла помолвку. После их публичного расставания, Сиара перенесла выход альбома на 2015 год, и «спокойно» начала записывать новый материал, пытаясь сконцентрироваться на материнстве.

## Запись
В сентябре 2013 года продюсер Mike Will Made It объявил, что Сиара работает над шестым студийным альбомом. В декабре Сиара заявила, что работа над альбомом продолжается. В интервью журналу Rap-Up, Сиара рассказала, что запись альбома началась незадолго до Дня Благодарения, и что «очень скоро» она представит новый материал. Рассказывая о работе над альбомом, Сиара говорила: «В целом, я очень довольна. Со мной была команда продюсеров, с которыми я всегда хотела работать». В августе 2014 года Сиара выложила в свой официальный Инстаграм совместные фотографии с музыкальным продюсером Dr. Luke, сообщив, что они работали над песнями для альбома. Одну из фотографий она подписала так: «Мы замечательно проводим время, создавая музыку». Ранее Dr. Luke уже сотрудничал с Сиарой в качестве автора и продюсера песни «Tell me What Your Name Is», записанной для её третьего студийного альбома Fantasy Ride (2009). В октябре 2014 года Сиара выложила совместное фото с продюсером Polow da Don, который принимал участие в создании хитов «Promise» и «Never Ever». В декабре Сиара приступила к работе над альбомом с Dr. Luke, выложив фото с CEO лейбла Epic Records Эл-эй Ридом, и заинтриговав своих фанатов подписью: «Это будет то, чего стоило ожидать». Согласно слухам, Dr. Luke выступил продюсером песен «Dance Like We’re Making Love» и «Give Me Love», что было позже подтверждено. В написании песен также приняла участие американская поэтесса-песенник и композитор Дайан Уоррен. «Уоррен легендарный автор. Легендарный человек. Работая с ней, ты стараешься запомнить каждый момент творческого процесса. Она очень талантливый человек, сотрудничая с которым понимаешь, что этот человек действительно знает своё дело». В январе 2015 года было объявлено, что Сиаре и Хармони Самуэльсу «осталось сделать последний штрих перед выпуском первого сингла». В создании альбома также принимали участие продюсеры The Underdogs, Ланчмани Льюис и автор песен Эстер Дин.

## Музыкальный стиль

### Создание и написание песен
В интервью журналу L’Uomo Vogue, Сиара рассказала: «Это будет альбом, основанный на реальных событиях. Я говорю открыто и честно о том, что я чувствую как женщина, как мать; о своих амбициях, уязвимости; о своём счастье и печали». Позже, она объявила, что альбом получит название Jackie в честь её матери, так как она «поняла, что это лучшее название, чтобы описать кем она является сейчас»: «Став мамой, я стала смотреть на мир другими глазами, и понимаю, что чувствует моя мама по отношению ко мне. Материнство полностью изменило мою жизнь». Сиара также говорила об отличии между Jackie и её предыдущими альбомами: «Сейчас я более выразительна и уверенна в себе чем когда-либо в жизни. Даже несмотря на то, что я выросла и как певица, и как личность, этот альбом возвращает меня в те времена, когда я вовсе не думала заниматься творчеством. Раньше я говорила, что я считаю своим любимым альбомом Goodies, но теперь я полагаю, что Jackie самый лучший в моей карьере». Певица охарактеризовала стиль альбома как «урбан-поп-альбом с элементами R&B и хип-хопа». Также Сиара говорила о тематике песен альбома: «Не то, чтобы каждая песня супер-автобиографична, но всё же, эти песни повествуют о реальных событиях. Каждая песня в альбоме особенна по-своему, но я думаю, что „I Bet“ выделилась среди остальных, потому что на тот момент, я очень хотела поделиться историей из своей жизни с помощью песни. Мне кажется, что эта песня объединяет людей, как это случилось со мной, Л. Ридом и Самуэльсом Хармони, когда мы находились в студии и составляли список композиций. На самом деле, музыка — возможность раскрыть человеку в себе какую-то силу. Никогда не знаешь, как песня влияет на людей».

## Продвижение и релиз
14 января 2015 года в своём официальном аккаунте в Твиттер, Сиара объявила, что её новый альбом получит название Jackie. Затем, в марте она объявила, что выпустит альбом в мае, и что она также планирует позже отправиться в гастрольный тур по городам США. 31 марта, в своём Инстаграме Сиара представила обложку альбома. Альбом был назван в честь матери певицы. «Теперь я вижу мир её глазами, так как я тоже стала мамой… Я Мини-Джеки, и это очень важно для меня».
Для того, чтобы поддержать альбом, Сиара отправилась в Jackie Tour, первый концертный тур за шесть лет. Первая часть тура проходила с 3 по 31 мая 2015 года. В рамках тура Сиара посетила 20 городов США. Последнее выступление состоялось состоялось в Лондоне 5 июля 2015 года. 3 апреля 2015 года Сиара исполнила песню «I Bet» в программе Live with Kelly. 5 апреля она также исполнила эту песню в программе Black Girls Rock! телеканала BET. 18 апреля 2015 года, вместе с продюсером R3hab, Сиара исполнила треки «I Bet (R3hab Remix)» и «Baby Get Up», который войдёт в новый сборник песен R3hab. 24 апреля, в официальных аккаунтах Сиары в социальных сетях, был выпущен видео-фрагмент трека «Fly». Она также выпустила в последующие дни выпустить видео-фрагменты к песням «Give Me Love» и «One Woman Army (Intro)». 8 мая 2015 года, в честь Дня матери, Сиара выпустила видеоклип на песню «I Got You».

## Синглы
26 января 2015 года в США был выпущен сингл «I Bet». На следующий день состоялась его премьера на радиостанциях «Rhythmic» и «Urban Contemporary». Премьера видеоклипа на эту песню состоялась 9 марта в тележурнале Extra. Также в этот день состоялась его премьера на порталах Vevo и YouTube. 24 апреля 2015 года журнал Rap-Up объявил, что совместная песня с Pitbull и Мисси Эллиотт «That’s How I’m Feelin'» будет выпущена вторым синглом из будущего альбома Сиары. Однако, спустя три дня в официальных аккаунтах Сиары в социальных сетях было объявлено, что вторым синглом станет песня «Dance Like We’re Making Love», которая вместе с предварительным заказом альбома стала доступна для цифровой загрузки в США 28 апреля 2015 года. 9 июня на радио «Urban Contemporary» состоялась премьера песни «Give Me Love». Также композиция, с официальной обложкой сингла, стала доступной для загрузки в официальном аккаунте Сиары в Vevo. Однако, 4 июня Сиара объявила, что вышеупомянутая композиция «Dance Like We’re Making Love», как и планировалось, будет выпущена как второй и заключительный сингл из альбома. Премьера песни на американском урбан-радио состоялась 30 июня 2015 года.

## Реакция критиков
| Совокупная оценка     | Совокупная оценка |
| Источник              | Оценка            |
| --------------------- | ----------------- |
| Metacritic            | (60/100).         |
| Оценки критиков       |                   |
| Источник              | Оценка            |
| Русскоязычные издания |                   |
| Apelzin               | (4/5)             |
| Звуки.ру              | (положительная)   |
| Rolling Stone Russia  | [ 47 ]            |
| Иноязычные издания    |                   |
| AllMusic              | [ 20 ]            |
| Billboard             | [ 48 ]            |
| Complex               | [ 49 ]            |
| Exclaim!              | 7/10              |
| Idorator              | [ 51 ]            |
| New York Daily News   | (положительная)   |
| Pitchfork             | 6.8/10            |
| Spin                  | 8/10              |
| Time                  | (положительная)   |
| Vibe                  | (положительная)   |

Альбом получил смешанные отзывы критиков. На агрегаторе оценок Metacritic альбом получил 60 баллов из 100, что означает «смешанные или средние отзывы критиков». Нолан Финей из журнала Time отметил, что «Jackie конкурирует с предыдущим альбомом Сиары — с наиболее личным и „сильным“ её альбомом на сегодняшний день». Финей также отметил, что «альбом является наиболее „рискованным“ из всех предыдущих», и что «почти каждая песня напоминает композиции предыдущего альбома». В своём положительном обзоре, Джон Караманика из газеты The New York Times посчитал, что «Jackie является одним из успешных альбомов Сиары, и отличается песнями, выдержанных в нескольких жанрах». В своей рецензии для New York Daily News, Джим Фабер посчитал, что музыка альбома «самая весёлая и позитивная за всю карьеру Сиары». Иан Гиттинс из агентства Virgin Media назвал альбом «триумфом», описав его музыку как «сексапильный, остроумный R&B и роскошный соул», созданную «благодаря усилием замечательной продюсерской командной». Дэн Уэйс из журнала Spin отметил, что «альбом, в который вложены большие денежные средства, слишком от консервативного». «Он более современный» — говорит рецензент. Он назвал песни «Jackie (B.M.F)», «I Bet», «One Woman Army» лучшими песнями года, и отметил, что «каждая из них лучше другой, и при этом они не сильно отличаются друг от друга». Рецензент канадского музыкального журнала Exclaim! Ян Патрик оценил «упорной работу над альбомом, благодаря чему исполнитель чувствует себя уверенно, особенно если этим продюсером выступил он сам».
Антон Фелиз из музыкального журнала Apelzin дал альбому положительную оценку. Рецензент сравнил песню «Dance Like We’re Making Love» с творчеством Майкла Джексона: «Чёткий ритм, надрывный вокал и сексуально-агрессивная мелодия… Совершенно очевидно, чьим творчеством вдохновлялась девушка в момент записи композиции» — говорит автор. Он также отметил «огромный потенциал» и «отличную танцевальную мелодию» треков «Lullaby» и «Give Me Love». В целом, рецензент посчитал, что Сиара «стала ещё более женственной и сексуальной, а также заметно выросла в лирической составляющей и вокальной подаче материала». Он также отметил, что «треки оставляют у слушателя приятное послевкусие и желание проиграть пластинку в очередной раз». Алексей Старостин из журнала Rolling Stone Russia поставил альбому три балла из пяти. По мнению рецензента, «почти каждый номер из альбома — это готовый сингл, а по духу он напоминает крестовый поход за „Грэмми“». Алексей отметил «EDM-водопад „One Woman Army“ с синтезаторным свистом и ритуальным битом», «нежный прифанкованный номер в духе гёрлз-бэндов 90-х „All Good“», а также треки «That’s How I’m Feelin'» и «Dance Like We’re Making Love». Рецензент, однако, почитал, что «красота артистки очевидна, а вот общая оригинальность и узнаваемость вокального тембра — не очень», и «при всей безупречной технике исполнения и продюсирования там, где надо добавить в порочности, обаянии и живости, диск откровенно проваливается». Алексей Алеев с сайта «Звуки.ру» отметил, что Jackie — это «простой поп-диск, не нагруженный пост-модернистскими ссылками». Автор посчитал удачным совместный трек с Pitbull и Мисси Эллиотт «That’s How I’m Feelin'», и выделил сингл «Dance Like We’re Making Love», который «заставляет вспомнить мало кем замеченный дуэт Alpines». Главным флагманом альбома Алексей назвал песню «I Bet». «Певица практически читает в „I Bet“ рэп, ни в чём не уступая своему бывшему [рэперу Future], но в то же время делает по-своему, невероятно женственно» — говорит рецензент. В целом, Алексей положительно оценил альбом, хотя и посчитал, что особого коммерческого успеха альбом не добьётся, так как «на нём нет очевидных глобальных хитов, нет претенциозности, нет ничего грандиозного, и уж совсем точно отсутствует почва для мемов».

### Рейтинги и списки
| Издание | Страна | Название                        | Год  | Ист.   |
| ------- | ------ | ------------------------------- | ---- | ------ |
| Spin    | США    | 50 лучших альбомов 2015-х годов | 2015 | [ 59 ] |

## Коммерческий успех альбома
Альбом дебютировал под номером семнадцать в американском чарте Billboard 200 с продажами в 25,000 копий по эквивалентному альбомному расчёту и в 19.900 копий исходя из «чистых» продаж. По сравнению с предыдущими альбомами Сиары, в первую неделю продажи Jackie были очень низкими. Альбом занял тринадцатое место в чарте «Top Album Sales chart». Также он занял 45 место в британском чарте. В британском R&B-чарте альбом занял шестую позицию. В Бельгии альбом занял 136 место во Фландрии и 134 в Валлонии. В чарте альбомов Австралии альбом занял 53 место. По состоянию на август 2015 года, альбом был распродан тиражом в 62.000 копии, и является альбомом, который провёл всего лишь три недели в чартах.
Издание Brent Music Reviews посчитало, что причиной низких продаж послужил вокал певицы, «который часто являлся объектом критики». О неудаче альбома в чартах, Сиара говорила:
Если честно, то я, конечно, надеюсь на лучшее. Всё что я думаю об этом альбоме, это лишь то, что он замечательный. Я очень горжусь этим.Я вложила в него все свои силы. Я действительно считаю, что этот альбом лучший в моей карьере. Лично для меня продажи альбома в первую неделю не сильно волнуют.

## Список композиций
| №                   | Название                                                      | Автор(ы)                                                                               | Продюсер(ы)                                         | Длительность |
| ------------------- | ------------------------------------------------------------- | -------------------------------------------------------------------------------------- | --------------------------------------------------- | ------------ |
| 1.                  | «Jackie (B.M.F)»                                              | Хармони Самуэльс, Сиара, Джамал Льюис, Хлоя Анджелидес                                 | Дан Диал, Самуэльс, Крис «Тек» О'Райн, Хосе Кардоза | 5:28         |
| 2.                  | «That's How I'm Feelin» (совместно с Pitbull и Мисси Эллиотт) | Эстер Дин, Polow da Don, Pitbull, Мисси Эллиотт, Ларри Линн                            | Polow da Don, О'Райн                                | 3:58         |
| 3.                  | «Lullaby»                                                     | Сиара, Dr. Luke, Льюис, Шерон Томас, Бонни Сиглер, Корнель Хейнс младший, Антуан Макон | Dr. Luke, Cirkut, О'Райн                            | 3:46         |
| 4.                  | «Dance Like We're Making Love»                                | Сиара, Dr. Luke, Circuit, Тимоти Томас, Вальтер                                        | Dr. Luke, Cirkut                                    | 4:16         |
| 5.                  | «Stuck on You»                                                | Самуэльс, Эдгар «JV» Этайн, Сиара, Шерон Томас                                         | Самуэльс, О'Райн                                    | 4:10         |
| 6.                  | «Fly»                                                         | Рейчел Ассил, Джонс                                                                    | Polow da Don, О'Райн                                | 4:06         |
| 7.                  | «I Bet»                                                       | Самуэльс, Тимоти Томас, Шерон Томас, Сиара                                             | Самуэльс, О'Райн                                    | 4:47         |
| 8.                  | «Give Me Love»                                                | Dr. Luke, Джейкоб Кейшер Хайдлин, Льюис, Шерон Томас, Circuit, Сиара                   | Dr. Luke, Cirkut                                    | 3:20         |
| 9.                  | «Kiss & Tell»                                                 | Dr. Luke, Шерон Томас, Circuit                                                         | Dr. Luke, Cirkut, О'Райн                            | 3:43         |
| 10.                 | «One Woman Army»                                              | Харви Мейсон младший, Деймон Томас, Али Тампоси, Оливия Вейт                           | Деймон Томас                                        | 3:54         |
| 11.                 | «I Got You»                                                   | Дайан Уоррен                                                                           | Самуэльс, Сиара, О'Райн                             | 4:56         |
| Общая длительность: | Общая длительность:                                           | Общая длительность:                                                                    | Общая длительность:                                 | 46:24        |

| №                   | Название                                  | Автор(ы)                                                       | Продюсер(ы)             | Длительность |
| ------------------- | ----------------------------------------- | -------------------------------------------------------------- | ----------------------- | ------------ |
| 10.                 | «All Good»                                | Тимоти Томас, Шерон Томас                                      | Polow da Don, О'Райн    | 3:39         |
| 11.                 | «Only One»                                | Сиара, Ангелидес, Тимоти Томас, Саул Александр Кастилио Васкес | Кастилио, О'Райн        | 3:31         |
| 12.                 | «One Woman Army (Intro)»                  | Самуэльс                                                       | Самуэльс, О'Райн[a]     | 0:54         |
| 13.                 | «One Woman Army»                          | Мейсон младший, Деймон Томас, Тампоси, Франк                   | Деймон Томас            | 3:54         |
| 14.                 | «I Got You»                               | Уоррен                                                         | Самуэльс, Сиара, О'Райн | 4:56         |
| 15.                 | «I Bet (Remix)» (совместно с Джо Джонсом) | Самуэльс, Тимоти Томас, Шерон Томас, Сиара, Джонс              | Самуэльс, О'Райн        | 4:47         |
| 16.                 | «I Bet (R3hab Remix)»                     | Самуэльс, Тимоти Томас, Шерон Томас, Сиара                     | О'Райн, Самуэльс, R3hab | 3:28         |
| Общая длительность: | Общая длительность:                       | Общая длительность:                                            | Общая длительность:     | 1:02:44      |

Примечания
- В песне «Lullaby» содержатся элементы композиции "Love, Need and Want You[англ.], авторами которой являются Кеннетт Гэмбл и Бонни Сиглер. Также в ней содержится отрывок композиции «Dilema[англ.]», написанной Корнеллом Хейнсом.

## Чарты
| Чарт (2015)                  | Высшая позиция |
| ---------------------------- | -------------- |
| Австралия                    | 53             |
| Бельгия (Фландрия            | 136            |
| Бельгия (Валлония)           | 134            |
| Шотландия                    | 82             |
| Великобритания               | 46             |
| Великобритания (R&B Albums)  | 6              |
| США                          | 17             |
| США (Top R&B/Hip-Hop Albums) | 2              |

## История релиза
| Страна         | Дата       | Формат(ы)                | Лейбл      | Издание(я)          | Ист.          |
| -------------- | ---------- | ------------------------ | ---------- | ------------------- | ------------- |
| Германия       | 1 мая 2015 | CD, цифровая дистрибуция | Sony Music | Делюкс              | [ 74 ]        |
| Канада         | 4 мая 2015 | CD, цифровая дистрибуция | Sony Music | Делюкс              |               |
| Великобритания | 4 мая 2015 | CD, цифровая дистрибуция | RCA        | Делюкс              | [ 75 ]        |
| США            | 4 мая 2015 | CD, цифровая дистрибуция | Epic       | Стандартное, делюкс | [ 76 ] [ 77 ] |
| Португалия     | 4 мая 2015 | CD, цифровая дистрибуция | Epic       | Делюкс              | [ 78 ]        |
| Австралия      | 8 мая 2015 | CD, цифровая дистрибуция | Sony Music | Делюкс              | [ 79 ]        |